# 大阪府道30号大阪和泉泉南線
大阪府道30号大阪和泉泉南線（おおさかふどう30ごう おおさかいずみせんなんせん）は、大阪府大阪市北区から泉南市に至る主要地方道（大阪府道）である。

## 概要
大阪府域における熊野街道（小栗街道）の一部を継承する路線である。大半の区間で西日本旅客鉄道（JR西日本）の阪和線と並走する。大阪市内（谷町筋）では地下鉄谷町線（天満橋駅 - 阿倍野駅間）が地下を走っている。

### 路線データ
- 陸上距離：48.8 km（注：都市計画道路大阪岸和田南海線の既開通区間を除く）
- 起点：大阪府大阪市北区東天満（東天満交差点、国道1号交点）
- 終点：大阪府泉南市信達岡中（泉南IC北交差点南西200m付近）

## 歴史
- 1954年（昭和29年）1月20日 - 建設省（現国土交通省）が主要地方道大阪和泉信達線を指定。
- 1965年（昭和40年） - 大阪和泉泉南線へ改称。
- 1993年（平成5年）5月11日 - 建設省から、主要府道大阪和泉泉南線が大阪和泉泉南線として主要地方道に再指定される[1]。

## 路線状況

### 通称
- 天満橋筋（東天満交点 - 天満橋交点、東天満交点以北の長柄東交点までの市道も含む）
- 谷町筋（天満橋交点 - 近鉄前交点）
- あべの筋（近鉄前交点 - 遠里小野橋）
- 堺中央線（堺市内）
- 13号線
- 熊野街道

### 13号線という通称の由来
- 大阪市南部、堺市、泉州地域では「13号線」と呼ばれることが多い。

- 大阪府道13号は京都守口線という完全に別の路線である。

- この道路が国道13号や府道13号に指定されたことは無いが、1936年（昭和11年）9月29日の内務省告示第516号（府縣道及地方費道ヲ指定ス）によると、「十三號　南河内郡長野町ヨリ堺市二達スル道路　經過地　南河内郡天野村、泉北郡横山村、南池田村、鳳町」及び「十四號　堺市ヨリ和歌山縣那賀郡粉河町二達スル道路　經過地　十三號線(泉北郡鳳町二於テ分岐)、泉南郡土生郷村、北中通村、熊取村、大土村和歌山懸界」として、1954年（昭和29年）1月20日の主要地方道に指定されるまで指定府道に指定されていた。現在の堺市堺区の北花田口交差点付近から堺市西区の上交差点まで区間が13号線として指定されていたことになる[2]。

由来に関する俗説
- 大阪府が1926年（大正15年）に計画した十大放射路線のひとつ「阿部野堺線」として幅員13間（約23.4m）で敷設され、沿線住民から「十三間道路」と呼ばれていたことに由来する説[3]。阿部野堺線は1931年（昭和6年）竣工で、現在の松虫交差点 - 北花田口交差点間におおむね該当する。
- 旧国道26号（堺阪南線）に対して道幅が半分程度しかないことから、26号の半分で13号とする説。同じ片側1車線区間では堺阪南線の方が車道・歩道ともに道幅が広い。
- 国道26号に対して車線数が半分しかないことから、26号の半分で13号とする説。泉州地域では国道26号が片側1 - 4車線なのに対して、片側1 - 2車線である。
- 30号を逆さに呼んで13号とする説 - 現在の大阪府道の番号が制定される1984年（昭和59年）以前からも13号線と呼ばれているため、これが由来である可能性は低い。
- 大阪府が1960年（昭和35年）に計画した十大放射三環状線のうち、13番目の道路であるという説。しかし実際にはこの路線は13路線には含まれていない。

- 類似例として、福岡県道31号福岡筑紫野線があり、過去に国道5号や県道5号に指定された事実はないものの沿線では「5号線」と呼ばれることが多い。

### 重複区間
- 大阪府道28号大阪高石線（堺市西区鳳北町・鳳北町交差点 - 堺市西区鳳東町・鳳東町交差点）
- 大阪府道210号平尾鳳停車場線（堺市西区鳳東町・鳳駅下り交差点 - 堺市西区上・上（かみ）交差点）
- 大阪府道64号和歌山貝塚線（貝塚市堤・橋本交差点 - 泉佐野市鶴原・貝田交差点）

## 地理

### 通過する自治体
- 大阪市（北区 - 中央区 - 天王寺区 - 阿倍野区 - 住吉区）
- 堺市（堺区 - 西区）
- 高石市
- 和泉市
- 岸和田市
- 貝塚市
- 泉佐野市
- 泉南市

### 交差する道路
大阪市

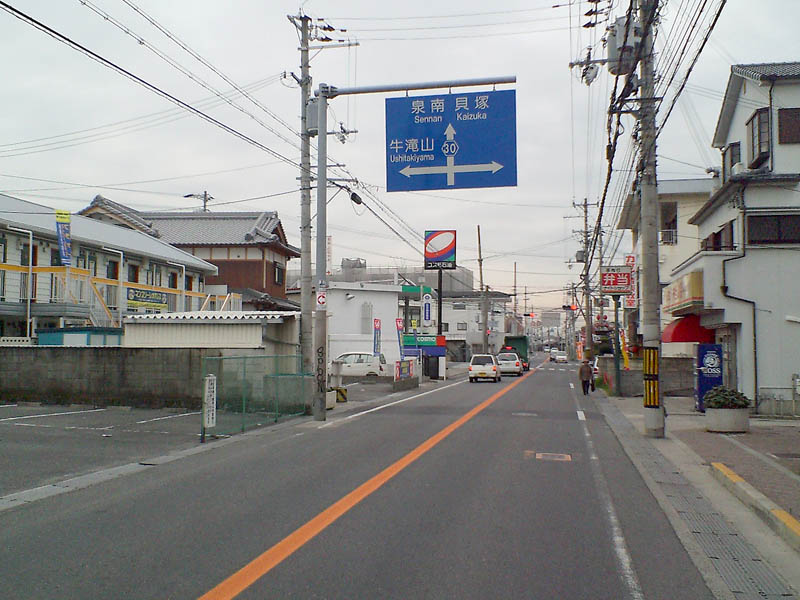
大阪府道30号大阪和泉泉南線
（大阪府岸和田市小松里町）

- 国道1号 曽根崎通（国道163号 重複）（大阪市北区東天満・東天満交差点、起点）
- 大阪府道168号石切大阪線 土佐堀通（大阪市中央区大手前・天満橋交差点）
- 本町通（谷町3交差点）
- 中央大通（谷町4交差点）
- 国道308号 長堀通（大阪市中央区谷町6丁目・谷町6交差点）
- 大阪府道702号大阪枚岡奈良線 千日前通（大阪市中央区谷町9丁目・谷町9交差点）
- 国道25号（国道165号 重複）（大阪市天王寺区四天王寺・四天王寺南交差点）
- 国道25号（国道165号 重複）（大阪市天王寺区四天王寺・四天王寺前交差点）
- 市道尼崎平野線（大阪市阿倍野区・近鉄前交差点）
- 大阪府道5号大阪港八尾線（大阪市阿倍野区播磨町・播磨町交差点）
- 国道479号（大阪市住吉区千躰・千躰（せんたい）交差点）
- 大阪府道42号住吉八尾線（大阪市住吉区遠里小野・遠里小野7（おりおの7）交差点）

堺市

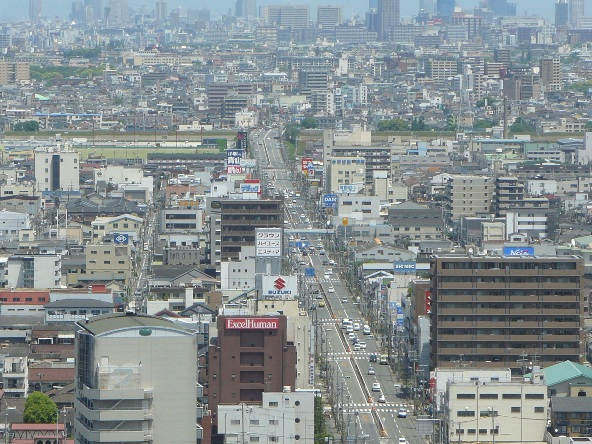
大阪府道30号大阪和泉泉南線
堺市役所21F展望ロビーから大阪市方面を撮影
（2007年5月11日撮影）

- 大阪府道187号大堀堺線（堺市堺区錦綾町・錦綾町（きんりょうちょう）交差点）
- 大阪府道12号堺大和高田線（堺市堺区北花田口町・北花田口交差点）
- 国道310号（大阪府道2号大阪中央環状線 重複）（堺市堺区一条通・一条通交差点）
- 大阪府道197号深井畑山宿院線（堺市堺区一条通・御陵通交差点）
- 大阪府道61号堺かつらぎ線（堺市堺区協和町・塩穴交差点）
- 大阪府道34号堺狭山線（堺市堺区南陵町・南陵町交差点）
- 大阪府道206号石津川停車場石津線（堺市堺区霞ヶ丘町・霞ヶ丘交差点）
- 大阪府道28号大阪高石線（堺市西区下田町・下田町南交差点）
- 大阪府道28号大阪高石線（堺市西区鳳北町・鳳北町交差点）
- 大阪府道28号大阪高石線（大阪府道199号西鳳東線 重複）（堺市西区鳳東町・鳳東町交差点）
- 大阪府道210号平尾鳳停車場線（堺市西区鳳東町・鳳駅下り交差点）
- 大阪府道36号泉大津美原線（大阪府道210号平尾鳳停車場線 重複）（堺市西区上・上交差点）

高石市
- 大阪府道30号大阪和泉泉南線 バイパス（高石市取石7丁目）
- 大阪府道219号信太高石線（高石市取石・取石6丁目交差点）
- 大阪府道36号泉大津美原線・堺泉北道路（取石6丁目南交差点）

和泉市
- 大阪府道36号泉大津美原線（北信太住宅前交差点）
- 大阪府道38号富田林泉大津線（和泉市伯太町・伯太町6丁目北交差点）
- 大阪府道36号泉大津美原線（和泉市伯太町・伯太交差点）
- 国道480号（和泉市府中町・和泉市役所北交点）
- 大阪府道226号父鬼和気線・大阪府道227号和気岸和田線（和泉市和気町・和気交差点）

岸和田市
- 大阪府道229号田治米忠岡線（岸和田市西大路町・西大路町交差点）
- 大阪府道40号岸和田牛滝山貝塚線（岸和田市西大路町・西大路町南交点）
- 大阪府道231号春木大町線（岸和田市大町・大町交差点）
- 大阪府道230号春木岸和田線（岸和田市下松町・下松交差点）
- 大阪府道39号岸和田港塔原線（岸和田市土生町・土生交差点）

貝塚市
- 大阪府道237号東貝塚停車場線（貝塚市半田・堂ノ池交差点）
- 大阪府道40号岸和田牛滝山貝塚線（貝塚市石才・積善橋北交差点）
- 大阪府道64号和歌山貝塚線・大阪府道240号和泉橋本停車場線（貝塚市堤・橋本交差点）

泉佐野市
- 大阪府道64号和歌山貝塚線（泉佐野市鶴原・貝田交差点）
- 大阪府道241号泉佐野熊取線（泉佐野市鶴原・貝田交差点）
- 国道170号（泉佐野市上瓦屋・山出交点）
- 大阪府道62号泉佐野打田線（泉佐野市中庄・長池交差点）
- 大阪府道247号土丸栄線（泉佐野市日根野・日根野北交差点）
- 国道481号（泉佐野市長滝・空連道長滝東1号・2号交点）
- 大阪府道248号日根野羽倉崎線（泉佐野市長滝・長滝東交差点）

泉南市
- 大阪府道251号新家田尻線（泉南市新家・新家（しんげ）交差点）
- 大阪府道63号泉佐野岩出線（泉南市信達牧野・佐田交差点）
- 大阪府道63号泉佐野岩出線（泉南市信達岡中・泉南IC北交差点）

バイパス
- 大阪府道30号大阪和泉泉南線（高石市取石7丁目）
- 大阪府道36号泉大津美原線（和泉市上町・北信太住宅前交差点）
未供用区間
- 大阪府道38号富田林泉大津線（和泉市伯太町4丁目）
未供用区間
- 国道480号（和泉市府中町）
- 大阪府道226号父鬼和気線（和泉市和気町・和気小学校西交差点）
- 大阪府道40号岸和田牛滝山貝塚線（岸和田市今木町・今木町交差点）
未供用区間
- 大阪府道62号泉佐野打田線（泉南郡熊取町大久保東・大久保東2交差点）
- 大阪府道247号土丸栄線（泉佐野市日根野・白水池東交差点）
- 国道481号（泉佐野市日根野・野口交差点）

### 沿線にある施設など
大阪市内については天満橋筋、谷町筋、あべの筋を参照のこと。
- 堺東駅
- 堺市役所・堺区役所
- 大仙陵古墳（仁徳天皇陵）
- 堺市立神石小学校
- 大鳥大社・大鳥居王子
- 堺市・西区役所
- 泉北府民センター
  - 鳳土木事務所
- 西堺警察署
- アリオ鳳
- 泉北環境整備施設組合
- 信太山駅
- 和泉市立和泉中学校
- 和泉警察署
- 和泉保健所
- 和泉市立国府小学校
- 和泉市役所
- 日本酪農協同業務指令本部
- 岸和田市立八木小学校
- 久米田駅
- 下松駅
- 岸和田市立常盤小学校
- 大阪府立岸和田支援学校
- 貝塚市立中央小学校
- 和泉橋本駅
- 檀波羅公園
- 大阪泉州農業協同組合こーたりーな
- イオンモール日根野
- 日根野駅
- 西日本旅客鉄道 吹田総合車両所日根野支所
- 長滝駅
- 新家駅
- ほんみち泉南支部